# Dekeidoryxis maesae
Dekeidoryxis maesae là một loài bướm đêm thuộc họ Gracillariidae. Nó được tìm thấy ở Ấn Độ (West Bengal) và Nepal.
Sải cánh dài 6.3-7.6 mm.
Ấu trùng ăn Maesa chisia và Maesa macrophylla. Chúng có thể ăn lá nơi chúng làm tổ.